# Amylofungus
Amylofungus is een geslacht van schimmels behorend tot de familie Peniophoraceae. De typesoort is Amylofungus corrosus.

## Soorten
Volgens Index Fungorum telt het geslacht twee soorten (peildatum februari 2023):
| Soortnaam               | Auteur(s)              | Publicatiejaar |
| ----------------------- | ---------------------- | -------------- |
| Amylofungus corrosus    | (G. Cunn.) Sheng H. Wu | 1996           |
| Amylofungus globosporus | (N. Maek.) Sheng H. Wu | 1997           |